# Polina Semionova
Polina Semionova, in russo Полина Семионова (Mosca, 13 settembre 1984), è una ballerina russa di danza classica, prima ballerina presso il Teatro dell'Opera di Stato a Berlino, una delle più giovani ballerine ad aver ottenuto questo riconoscimento.

## Biografia e carriera
Cresce nella periferia di Mosca. Sua madre era insegnante di inglese, mentre suo padre biologo, entrambi privi di qualsiasi esperienza di danza classica. Il fratello più grande Dmitri era un ballerino sul ghiaccio, così come lo era la piccola. In seguito sia il fratello che la sorella passarono al balletto classico. 
Termina i suoi studi presso la Scuola del balletto del Teatro Bol'šoj di Mosca dove si diploma con lode. L'intendente e primo solista presso il Balletto di Berlino Wladimir Anatoljewitsch Malachow formarono una nuova compagnia ingaggiando la Semionova, che all'epoca aveva solo 17 anni, come prima ballerina.
Da allora Polina ha vinto molti dei più prestigiosi concorsi di Balletto, compresi una medaglia d'oro al Concorso Internazionale di Balletto a Mosca nel 2001, il Primo Premio al Concorso Vaganova-Prix di San Pietroburgo nel 2002 e nello stesso anno il Premio Junior al Nagoya International Ballet Competition (Giappone). Infine nel 2005 il Premio Daphne del Theater Gemeinde a Berlino.

## Principali Interpretazioni
- Il lago dei cigni (Odette-Odile)
- La bella addormentata (Aurora)
- Cenerentola (Cenerentola)
- Giselle (Giselle, Myrtha)
- Onegin (Tatiana)
- Don Chisciotte (Kitri)
- La Bayadère (Nikia)
- Shéhérazade (Zobeide)

Nella prima rappresentazione a Berlino del 20 giugno 2009 Das Flammende Herz con musica di Felix Mendelssohn Bartholdy e coreografia di Patrice Bart interpretò Mary Shelley con partner Wladimir Anatoljewitsch Malachow. Semionova è regolarmente presente alla Wiener Staatsoper. Nel maggio 2011 interpretò Kitri nel Don Chisciotte e nel Luglio 2011 Odette/Odile ne Il lago dei cigni nel suo debutto all'American Ballet Theatre of the Metropolitan Opera in New York.. Altri spettacoli in San Francisco, alla Scala di Milano (Gala Tschaikovsky con Roberto Bolle), in San Pietroburgo e numerose volte in Giappone. Da rilevare inoltre l'interpretazione di Odette/Odile ne Il lago dei cigni con coreografia di Heinz Spoerli e partner Stanislav Jermakov presso l'Operà di Zurigo da cui è stato tratto un DVD.

## DVD
- Il lago dei cigni (Bel Air Classiques 2010)